# Zespół Akrobacyjny „Orlik”

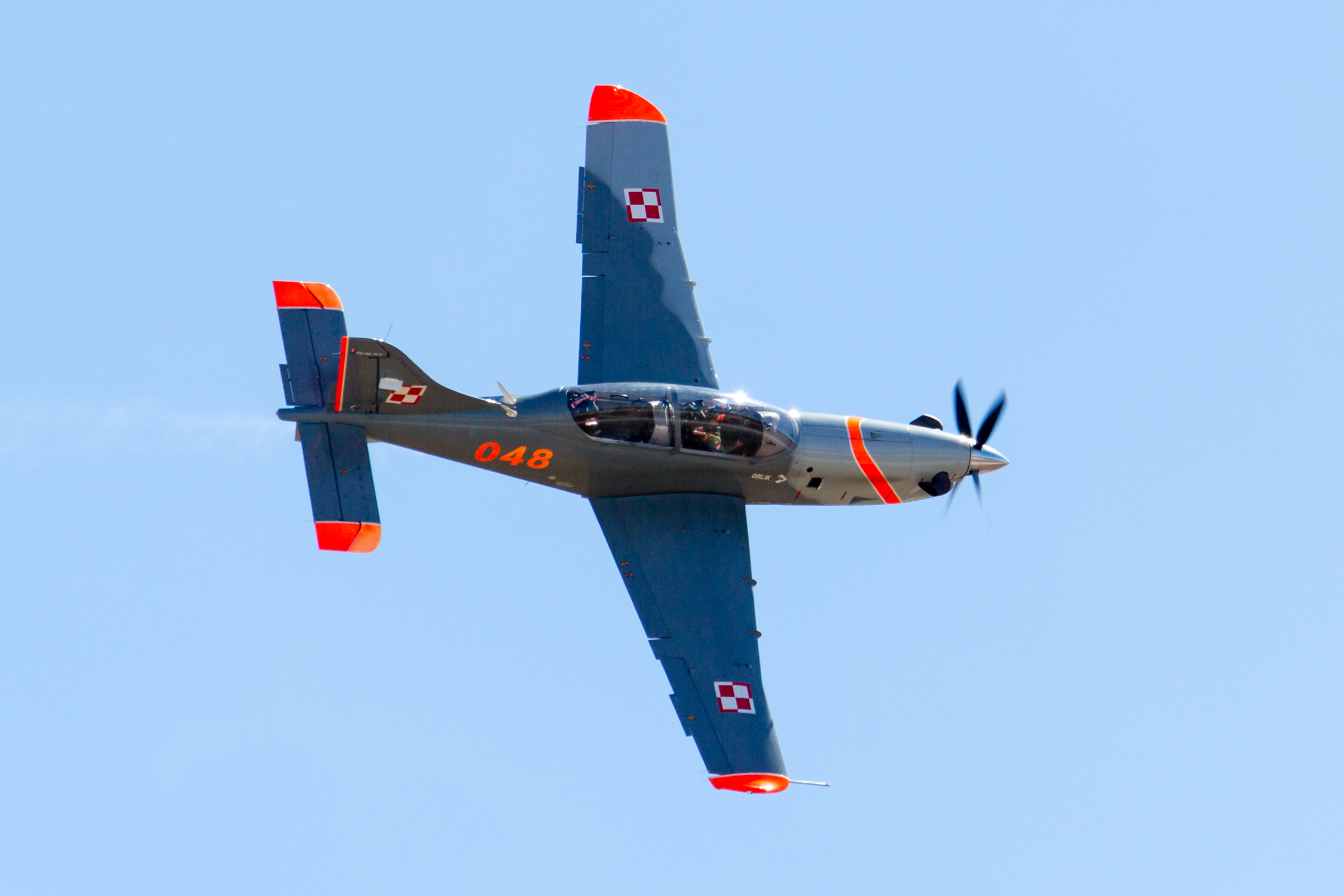
Jedna z maszyn zespołu na Malta Air Show 2015

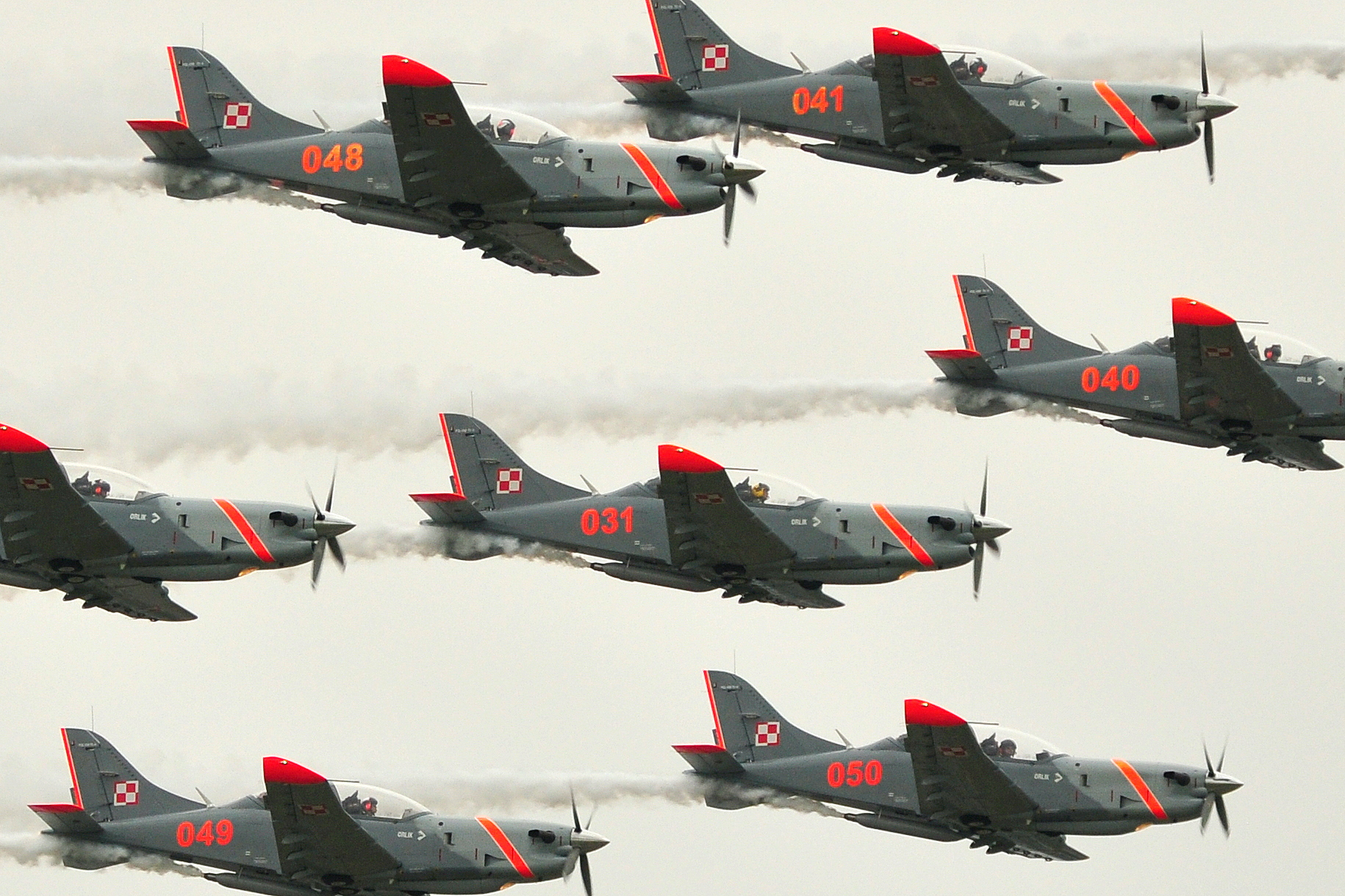
Aerofestival 2016 w Poznaniu

Zespół Akrobacyjny „Orlik” – zespół akrobacyjny Polskich Sił Powietrznych.

## Historia
Zespół „Orlik” powstał w 1998 i stacjonuje w Radomiu; lata na samolotach turbośmigłowych PZL-130 Orlik, skąd pochodzi jego nazwa. Pomysł powołania zespołu powstał w związku z zaproszeniem polskiego lotnictwa wojskowego do udziału w pokazach lotniczych Air Tatoo w Fairford w Anglii.
Piloci zespołu rekrutują się z instruktorów wykonujących loty w 42 Bazie Lotnictwa Szkolnego, selekcji oraz doboru kandydatów dokonuje lider we współpracy z pozostałymi członkami zespołu.
Początkowo w skład zespołu wchodziło 5 samolotów, od 2001 - 7 samolotów. W tym roku wydzielono zespół jako osobną eskadrę w 2. Ośrodku Szkolenia Lotniczego w Radomiu. Od 2003 w skład zespołu wchodziło 9 maszyn PZL-130 TC-1 Orlik, przez co był on jednym z nielicznych zespołów latających w tak dużym składzie. Pod koniec 2005 roku władze wojskowe zdecydowały zawiesić działalność zespołu. Do tego czasu w latach 1998-2005 wziął on udział w 49 pokazach lotniczych, w tym 20 za granicą.
W połowie 2007 wznowiono działalność zespołu w nowym składzie 7 samolotów (5 maszyn PZL-130 TC-1 Orlik oraz 2 PZL-130 TC-II Orlik). Dowódcą został ppłk pil. Arkadiusz Leśniewski.
Od roku 2013 cały zesół wykonuje pokazy na samolotach PZL-130 TC-II Orlik.
Grupa jest obecna na wielu polskich pokazach lotniczych - między innymi na Radom Air Show, Pikniku Lotniczym „Góraszka”, Małopolskim Pikniku Lotniczym.
Zespół Akrobacyjny ORLIK wystąpił w latach 1998-2005 na międzynarodowych pokazach lotniczych w Wielkiej Brytanii, Hiszpanii, Grecji, Francji, Belgii, Holandii, Czechach, Słowacji, Litwie, będąc wielokrotnie nagradzanym w dowód uznania dla umiejętności pilotażowych jego członków.

## Skład zespołu

### Pierwszy skład zespołu
Od momentu powstania zespołu do stycznia 2001 roku skład tworzyli:
- mjr pil. Janusz Borkowski - prowadzący;
- kpt. pil. Zbigniew Kosterna - prawy prowadzony;
- kpt. pil. Artur Bielas - lewy prowadzony;
- ppłk. pil. Andrzej Sowa - zamykający;
- kpt. pil. Dariusz Stańczyk - pilotaż indywidualny.

### Skład zespołu (2009)
- kpt. Dariusz Stachurski - lider formacji
- mjr. Zbigniew Kosterna - prawy skrzydłowy
- por. Michal Chmara - lewy skrzydłowy
- kpt. Olgierd Szerkszins - slot
- kpt. Dariusz Stańczyk - solo
- por. Michal Anielak - 2. prawy skrzydłowy
- kpt. Krzysztof Kidacki - 2. lewy skrzydłowy
- kpt. Robert Osys - 3. prawy skrzydłowy
- kpt. Piotr Jabłoński - 3. lewy skrzydłowy

### Skład zespołu (2013)
- kpt. pil. Dariusz Stachurski - lider zespołu
- kpt. pil. Krzysztof Kidacki - lewe skrzydło
- kpt. pil. Michał Anielak - prawe skrzydło
- mjr pil. Dariusz Stańczyk - solista
- ppłk Zbigniew Kosterna - prawy skrzydłowy
- por. pil. Bartosz Niegrzybowski - prawy zamykający
- kpt. pil. Robert Paciorek - lewy zamykający
- kpt. pil. Sebastian Kwiecień-  pilot zapasowy
- kpt. pil. Adam Ginalski - komentator

### Skład zespołu (2015)
- kpt. pil. Dariusz Stachurski - lider zespołu
- kpt. pil. Sebastian Kwiecień-  prawe skrzydło
- kpt. pil. Robert Paciorek - lewe skrzydło
- kpt. pil. Michał Anielak - drugi prawy skrzydłowy / solista / para synchro
- kpt. pil. Krzysztof Kidacki - drugi lewy skrzydłowy / para synchro
- por. pil. Krzysztof Łysakowski - prawy zamykający
- ppor. pil. Sebastian Rajchel - lewy zamykający
- por. pil. Bartosz Niegrzybowski - zamykający
- ppor. pil. Tomasz Litwinek - pilot zapasowy
- ppor. pil. Ariel Adamski - komentator
- mjr. pil. Dariusz Stańczyk - instruktor pilot
- ppłk. pil. Zbigniew Kosterna - instruktor pilot
- ppłk. pil. Piotr Jabłoński - instruktor pilot